# Рубидийтригаллий
Рубидийтригаллий — бинарное неорганическое соединение, интерметаллид
рубидия и галлия
с формулой Ga3Rb,
кристаллы.

## Получение
- Сплавление стехиометрических количеств чистых веществ:

{\displaystyle {\mathsf {Rb+3Ga\ {\xrightarrow {520^{o}C}}\ Ga_{3}Rb}}}

## Физические свойства
Рубидийтригаллий образует кристаллы
тетрагональной сингонии,
пространственная группа I 4m2,
параметры ячейки a = 0,6315 нм, c = 1,5000 нм, Z = 6
.
Соединение образуется по перитектической реакции при температуре 520 °C.